# کری کلارک وورد
کری کلارک وورد (انگلیسی: Carrie Clark Ward؛ ‏ ۹ ژانویهٔ ۱۸۶۲ – ۶ فوریهٔ ۱۹۲۶) بازیگر فیلم صامت اهل ایالات متحده آمریکا بود.
از فیلم‌هایی که وی در آن نقش داشته‌است، می‌توان به چه اهمیتی داره؟، بانک، بابا لنگ‌دراز، پذیریش مردمی و عقاب اشاره کرد.